# Gianpaolo Bellini
Gianpaolo Bellini (Sarnico, 27 maart 1980) is een Italiaanse voetballer die bij voorkeur als verdediger speelt. Hij stroomde in 1998 door vanuit de jeugdopleiding van Atalanta Bergamo. Daarvoor maakte hij op 11 april 1999 zijn competitiedebuut, tegen Hellas Verona, destijds een ontmoeting in de Serie B.
Bellini speelde in de periode 2000-2002 vijftien wedstrijden in Italië -21. Op 16 maart 2014 speelde hij zijn 400ste wedstrijd in totaal voor Atalanta.

## Erelijst
| Serie B | 2x | 2005/06, 2010/11 |